# غ
La ġayn (en árabe ﻏﻴﻦ, ġayn [ɣajn]) es la decimonovena letra del alfabeto árabe. Representa un sonido fricativo, postvelar y sonoro, /ɣ/. En la numeración abyad tiene generalmente el valor de 1000, aunque en el Magreb suele tener el de 900.

## Transliteración
Debido a que no está presente su sonido en francés, castellano ni inglés, la transliteración más común de palabras con este sonido suele ser gh, igualmente se usan g' o 3'. Transliterandose por ejemplo  «Gharib», «G'arib» o «3'arib» (en árabe غريب) que significa extraño en idioma árabe. Igualmente se utiliza simplemente g, esta último en español para ga y gu, para cuando acompaña una vocal débil se usa "gue" o "gui", en las transcripciones hispanas, lo cual no es del todo preciso ya que ese fonema no existe en árabe estándar. 

## Historia
Es una de las seis letras del alfabeto árabe que se añadió a las 22 heredadas del alfabeto fenicio (las otras son ṯāʾ, jāʾ, ḏāl, ḍād y ẓāʾ) y es, en esencia, una variante de la ʿayn.